# Öküz Mehmed Pacha
Öküz Mehmed Pacha (dit « Mehmed le Taureau » ; mort en 1621), alias Kara Mehmed Pacha (« Mehmed le Noir ») ou "Kul Kıran" Mehmed Pacha (« Mehmed le bourreau d’esclave »), est un général et homme d’État ottoman du début du XVIIe siècle. D'abord gouverneur de la Province ottomane d'Égypte,,, (1607-1611), il fut ensuite par deux fois Grand vizir : sous le règne d'Ahmet Ier (1614-1616) puis d'Osman II le Jeune  (1619-1619).

## Origines
Fils d'un forgeron du quartier de Karagümrük à Constantinople, Mehmed Pacha devient un silahdar, c'est-à-dire un officier de la garde du sultan.

## Gouverneur d’Égypte
En 1604, le gouverneur d’Égypte Maktul Hacı Ibrahim Pacha est assassiné par des sipahis de sa propre garde,. Cet assassinat inaugure trois années d'instabilité en Égypte : les deux gouverneurs envoyés successivement pour pacifier la province, Hadım Mehmed Pacha puis Yemenli Hasan Pacha, ne parviennent pas à mater la rébellion. C'est ainsi qu'en 1607, Mehmed Pacha est nommé gouverneur de la province ottomane d'Égypte, poste qu'il conservera jusqu'en 1611,,,. 
À son arrivée à Alexandrie, Mehmed Pacha s'assure la ferveur populaire en allant se recueillir devant les tombeaux des saints locaux et en annonçant une politique d'apaisement envers les Mamelouks, dont il ordonne la réparation des forteresses. Puis il s'impose par sa brutalité : il dissout le corps des spahis et abolit l'impôt illégal (tulba) que ces mercenaires avaient imposé au peuple d’Égypte. Enfin pour mieux soumettre les beys, il fait exécuter ceux de ces gouverneurs de district qui avaient complaisamment fermé les yeux sur la pratique de la tulba.
Mehmed Pacha encourage l'architecture, tout en s'attachant à réformer le recouvrement des impôts et l'armée provinciale : il réduit le nombre de beys, ramené à douze.
Néanmoins, les tensions reprennent en février 1609 : des conjurés mamelouks se réunissent à Tanta, autour du tombeau d'Ahmed el-Badawi, le saint le plus révéré d’Égypte ; ils regroupent leurs forces puis pillent quelques villages pour amasser du ravitaillement. Alors, contre l'avis de plusieurs de ses officiers, Mehmed Pacha lève une armée, non sans avoir délégué un moufti (du nom d’Altıparmak Mehmed Efendi) pour tenter de raisonner les rebelles.
L'armée du sultan défait les rebelles au nord du Caire. Mehmed Pacha fait exécuter 250 officiers, et ordonne l'exil des prisonniers au Yemen. Après cette victoire, Mehmed Pacha est surnommé Kul Kıran (« le bourreau d’esclave » en turc). 
L'efficacité de sa gestion lui permet d'envoyer à Istanbul un tribut exceptionnellement élevé. 
Tous ces succès lui valent d'être promu aux postes de second vizir et de Kapudan Pacha. Le sultan le rappelle à Constantinople en 1611.

## Amiral
Il épouse en 1612 la princesse Gevherhan Sultan, fille du sultan Ahmet Ier et de Kösem Sultan. Il sert lui-même comme témoin lors du mariage du grand vizir Nasuh Pacha avec une autre fille d'Ahmed, Ayşe.
En 1613, il entreprend une expédition navale contre des corsaires maltais et toscans mais une de ses escadres est battue près de Samos par l'amiral du royaume de Naples Ottavio d'Aragona (en), ce qui lui fait probablement perdre le poste d'amiral ,.

## Grand vizir
Mehmed Pacha a exercé les fonctions suprêmes de Grand vizir du 17 octobre 1614 au 17 novembre 1616, puis du 18 janvier 1619 au 23 décembre 1619.

## Gouverneur d'Aidin

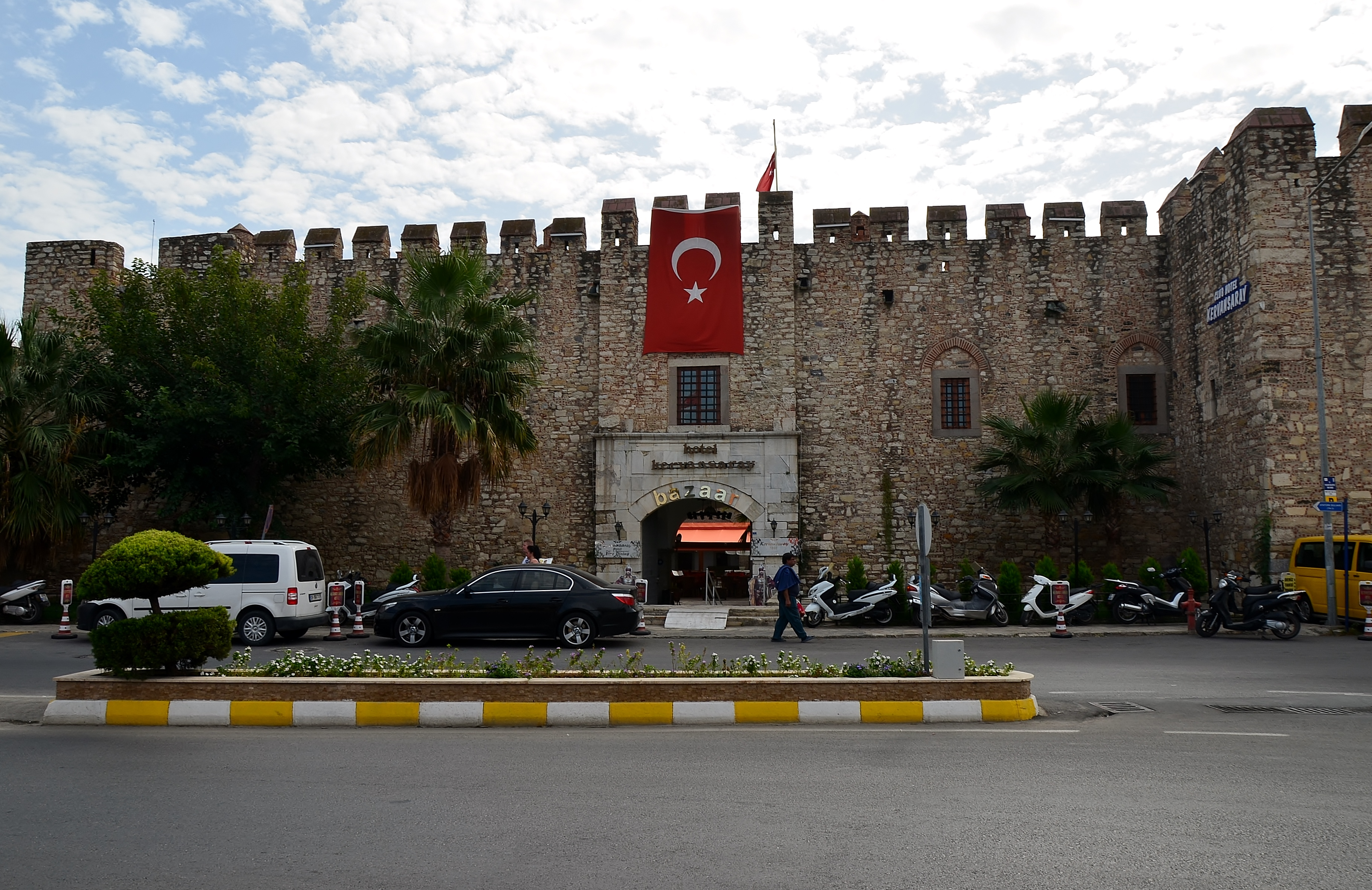
Remparts du caravansérail Öküz Mehmed à Kuşadası.

Entre ses deux mandats de grand vizir, Öküz Mehmed exerça les fonctions de gouverneur de la province de Smyrne (qui recouvrait alors une grande partie de l'Anatolie occidentale). Son règne est marqué par la construction du caravansérail de Kuşadası, destiné à favoriser le commerce avec l'Occident grâce à son port maritime (mais celui-ci déclina aux siècles suivants, compte tenu de la préférence des marchands génois et vénitiens pour le port d'İzmir). Aujourd'hui, ce caravansérail est un hôtel de luxe doublé d'un centre commercial. Öküz Mehmed fit fortifier un autre caravanserail à Ulukışla, alors qu'il était en campagne contre les Séfévides.

## Fin de carrière
Démis de son poste de grand vizir le 23 décembre 1619, il est exilé à Alep avec le poste de gouverneur. Malade, il y meurt un an et demi plus tard.